# 周国城
周国城（Kuo-Chen Chou，1938年8月14日—2021年7月15日）美籍华裔生物物理学家和生物信息学家，创立了马萨诸塞州波士顿的非营利性研究组织戈登生命科学研究所。他开发了用于蛋白质组学分析的计算生物学中的伪氨基酸组成 (PseAAC) 和用于基因组分析的伪K元组核苷酸组成 (PseKNC)。他是美籍华裔科学家周界文的父亲。